# Ny Piscium
Ny Piscium (ν Piscium, förkortat Ny Psc, ν Psc), som är stjärnans Bayerbeteckning, är en stjärna belägen i sydöstra delen av stjärnbilden Fiskarna. Den har en skenbar magnitud på 4,448 och är svagt synlig för blotta ögat. Den befinner sig på ett avstånd av ca 370 ljusår  (ca 115 parsek) från solen.
Ny Piscium har tidigare haft beteckningen 51 Ceti.

## Egenskaper
Ny Piscium är en orange till röd jättestjärna av spektralklass K3IIIb, vilket betyder att den har en yttemperatur mellan 3 500 och 5 000 K. Den har en lägre i yttemperatur än solen, men är större och har större utstrålning.